# اکویفکس کانادا
اکویفکس کانادا (به انگلیسی: Equifax Canada) یکی از دو موسسه اصلی ارائه‌دهنده گزارش و امتیاز اعتباری در کانادا به شمار می‌رود. این شرکت جزو زیرمجموعه‌های شرکت آمریکایی اکویفکس قرار دارد. اکویفکس کانادا در تورنتو مستقر است. هر کانادایی می‌تواند سالی یک بار، گزارش اعتباری خود را از این موسسه درخواست کند.